# 诺拉·沃尔科夫

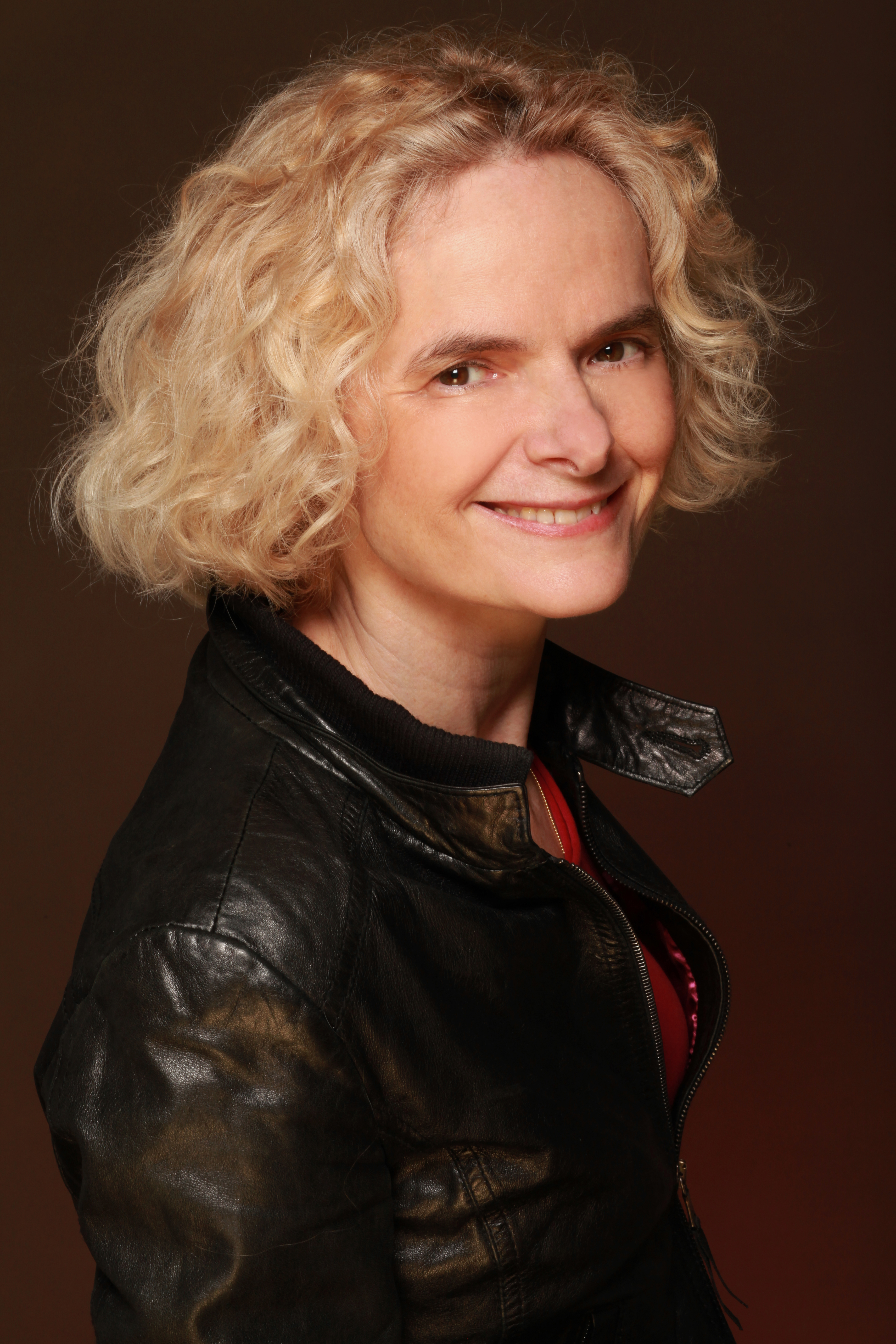
2013年的诺拉·沃尔科夫

诺拉·D·沃尔科夫（英語：Nora D. Volkow；1956年3月27日—）是一位墨西哥裔美国精神科医生。目前，她担任美国国立药物滥用研究所主任，该研究所隶属于国立卫生研究院。
沃尔科夫出生于墨西哥首都墨西哥城的一个犹太人家庭，她是埃斯特班·沃尔科夫的女儿，而埃斯特班的母亲季娜伊达·沃尔科娃是犹太裔俄罗斯共产主义革命家列夫·托洛茨基的长女。沃尔科夫和她的3个姐妹（韦罗妮卡、娜塔莉亚和帕特里西亚）在科约阿坎长大，住在托洛茨基被杀害的房子里（现为列夫·托洛茨基故居博物馆）。
沃尔科夫曾在墨西哥城的现代美洲学校接受教育，并在墨西哥国立自治大学获得医学博士学位，随后在纽约大学进行精神病学的博士后训练。
2014年，沃尔科夫参加了由“飞蛾”组织举办的一场世界科学节活动，活动中科学家、作家和艺术家们分享了他们与科学的个人关系。在这次活动中，她讨论了自己的家族历史以及这段历史如何激发她追求科学的雄心，以便积极地影响他人。